# Вальядолид (избирательный округ)

Вальядолид
Парламент Испании:Сенат: 4 сенатора (из 266).
Конгресс: 5 депутатов (из 350). Парламент Кастилии-и-Леона:15 представителей (из 81)

Вальядолид — один из 52 избирательных округов Конгресса депутатов, и один из 59 округов Сената Испании, соответствующий границам провинции Вальядолид. Также является одним из девяти избирательных округов Парламента Кастилии-и-Леона.

## Избирательная система
В соответствии со статьями 68.2 и 69.2 Конституции Испании 1978 года границы избирательного округа должны совпадать с границами провинции Вальядолид, однако в соответствии со статьёй 140, границы избирательного округа могут быть изменены с одобрения Конгресса. Голосование основано на всеобщем тайном голосовании. Согласно статье 12 конституции минимальный возраст для голосования составляет 18 лет.
В случае выборов в Конгресс депутатов используется избирательная система по закрытому списку с пропорциональным представительством и местами, распределяемыми по методу Д'Ондта. Для распределения мест могут рассматриваться только избирательные списки с 3% или более от всех действительных голосов, включая «пустые» голоса, то есть проголосовавшие «против всех».
В случае выборов в Сенат избирательная система следует проверке многомандатным большинством. Избираются четыре сенатора, каждая партия может выдвинуть не более трёх кандидатов. Каждый избиратель может выбрать до трёх сенаторов, независимо от того, принадлежат они к одному списку или нет. Победителями объявляются четыре кандидата, получившие наибольшее количество голосов.
Статья 67.1 Конституции Испании запрещает одновременно быть членом Конгресса депутатов и автономного парламента, что означает, что кандидаты должны уйти в отставку, если они избраны в автономный парламент. На кандидатов в Сенат такой запрет не распространяется. Статья 70 также применяет дисквалификацию к действующим магистратам, судьям и прокурорам, омбудсменам, военнослужащим, полицейским, членам конституционного суда и избирательных комиссий.

## Члены Сената
Провинция Вальядолид имеет право на 4 своих представителей в Сенате из 266 сенаторов.
| Сенатор                                      | Партия          |
| -------------------------------------------- | --------------- |
| Мануэль Эскарда Эскарда                      | ИСРП            |
| Сара Мария Гальван Лобато                    | ИСРП            |
| Мария де лас Мерседес Канталапьедра Альварес | Народная партия |
| Луис Альберто Пласа Мартин                   | Народная партия |

## Депутаты Конгресса
Согласно закону о выборах 1985 года, все испанские провинции имеют право как минимум на 2 места в Конгрессе, оставшиеся 248 мест распределяются пропорционально населению. Таким образом Вальядолид имеет в Конгрессе пятерых своих депутатов.
| Депутат                    | Партия          |
| -------------------------- | --------------- |
| Элена Кабальеро Гутьеррес  | ИСРП            |
| Хулио дель Валье де Искар  | ИСРП            |
| Эдуардо Карасо Эрмосо      | Народная партия |
| Хосе Анхель Алонсо Перес   | Народная партия |
| Пабло Саес Алонсо-Муньюмер | Голос           |

## Члены Парламента Кастилии-и-Леона
| Представитель                  | Партия          |
| ------------------------------ | --------------- |
| Лаура Пелегрина Кортихо        | ИСРП            |
| Исабель Гонсало Рамирес        | ИСРП            |
| Педро Луис Гонсалес Реглеро    | ИСРП            |
| Патрисия Гомес Урбан           | ИСРП            |
| Луис Анхель Фернандес Байон    | ИСРП            |
| Хосе Франсиско Мартин Мартинес | ИСРП            |
| Ноэми Рохо Сахагун             | Народная партия |
| Рамиро Руис Медрано            | Народная партия |
| Пабло Трилья-Фигероа           | Народная партия |
| Палома Вальехо Кеведо          | Народная партия |
| Рауль де ла Хос Кинтано        | Народная партия |
| Мигель Анхель Гонсалес Родриго | Граждане        |
| Луис Фуэнтес Родригес          | Граждане        |
| Франсиско Игеа Арискета        | Граждане        |
| Мария де Фатима Пиначо         | Голос           |